# Gwilym Prys Prys-Davies, Baron Prys-Davies
Gwilym Prys Prys-Davies, Baron Prys-Davies (* 8. Dezember 1923 in Llanegryn, Gwynedd, Wales; † 28. März 2017 ebenda) war ein britischer Politiker der Labour Party und Life Peer. Er war 1966 Kandidat der Labour Party bei der Nachwahl im Wahlkreis Carmarthen, in der Plaid Cymru durch Labour besiegt wurde.

## Leben und Karriere
Prys-Davies wurde am 8. Dezember 1923 in Llanegryn geboren. Er diente von 1942 bis 1946 in der Royal Navy. 1956 wurde er Anwalt (Solicitor). Von 1957 bis 1987 war er als Partner bei Morgan Bruce and Nicholas slrs und von 1987 bis 1993 als Berater (Consultant) tätig.
Von 1974 bis 1978 war Prys-Davies als spezieller Berater (Special Advisor) des Ministers für Wales (Secretary of State for Wales) tätig. Von 1968 bis 1974 war er Vorsitzender (Chairman) des Welsh Hospital Board. Von 1967 bis 1969 gehörte er dem Welsh Council an. Von 1978 bis 1982 war er Mitglied des Economic and Social Committee der Europäischen Wirtschaftsgemeinschaft.
Er war Oppositionssprecher (Opposition Front Bench Spokesman) für Nordirland von 1982 bis 1993 und für walisische Angelegenheiten (Welsh Affairs) von 1987 bis 1995. Von 1983 bis 1987 war er für Gesundheit zuständig.
Von 1997 bis 2001 war Prys-Davies Präsident der Swansea University. Er war von 1998 bis 2000 Vorsitzender der NPFA (Cymru). Von 1989 bis 1995 (oder 1990 bis 1997) war er Mitglied des British-Irish Parliamentary Body.

## Mitgliedschaft im House of Lords
Prys-Davies wurde am 9. Februar 1983 als Baron Prys-Davies, of Llanegryn in the County of Gwynedd, zum Life Peer erhoben. Seine Antrittsrede im House of Lords hielt er am 2. März 1983.
Als Themen von politischem Interesse gab er die Devolution von Wales und Gesetzgebung zur walisischen Sprache an.
Prys-Davies gehörte mehreren Sonderausschüssen (Lords Select Committees) an. Von 1988 bis 1989 war er Mitglied von Murder and Life Imprisonment, von 1983 bis 1984 Parochial Charities (Neighbourhood Trusts Bill and the Small Charities Bill) und von 1995 bis 1996 Relations between Central and Local Government. Von 1993 bis 1999 war er Mitglied des Joint Committee on Statutory Instruments und von 1999 bis 2002 beim Select Committee on Delegated Powers and Deregulation.
In den 1980er Jahren meldete er sich zur Terrorismusprävention, Bildung, Kommunalwahlen in Nordirland 1985 und neuen Tabakprodukten zu Wort. In den 1990er Jahren sprach er zur Verwendung der walisischen Sprache, Bildung und Bibliotheken, sowie dem National Health Service. Prys-Davies sprach in den 2000ern unter anderem zu den Themen Reform des House of Lords, Gesetzvorlagen zur höheren Bildung und mehrfach zur Public Services Ombudsman (Wales) Bill.
Zuletzt meldete er sich am 19. Juli 2008 zu Wort. Am 19. Juli 2010 nahm er zuletzt an einer Abstimmung teil.
Seine Anwesenheit lag zunächst im mittleren Bereich, ließ aber nach.
Seit dem 5. September 2011 war er durch einen vom House of Lords vergebenen Leave of Absence beurlaubt.
Am 23. Mai 2015 trat Pry-Davies gemäß den Regelungen des House of Lords Reform Act 2014 freiwillig in den Ruhestand und schied aus dem House of Lords aus.

## Ehrungen
Er war Honorary Fellow der Aberystwyth University, Swansea University, beim Trinity College Carmarthen und beim University of Wales Institute Cardiff. 1996 wurde ihm von der University of Wales der Ehrendoktortitel Doktor der Rechtswissenschaften (Hon LLD) verliehen. Diesen Titel bekam er 2009 auch von der University of Glamorgan. Er war Offizier des Malteserordens.

## Veröffentlichungen
- A Central Welsh Council, 1963
- Y Ffermwr a’r Gyfraith, 1967
- Llafur y Blynyddoedd, 1992
- Cynhaeaf Hanner Canrif, 2008
- Hanes Ysgol Llanegryn 1659–2009: A History of Llanegryn School 1659-2009, 2009